# Павианы
Павиа́ны (лат. Papio) — род приматов из семейства мартышковых (Cercopithecidae). Относительно количества видов, относящихся к роду павианов, среди зоологов нет единого мнения. Обычно классифицируют пять видов павианов, однако некоторые исследователи объединяют всех павианов в один вид.

## Таксономия
- Род павианы (Papio)
  - Павиан анубис, Papio anubis
  - Гамадрил, Papio hamadryas
  - Гвинейский павиан, Papio papio
  - Бабуин, Papio cynocephalus
    - Papio cynocephalus cynocephalus
    - Papio cynocephalus ibeanus
    - Papio cynocephalus kindae

  - Медвежий павиан, Papio ursinus
    - Papio ursinus ursinus
    - Papio ursinus griseipes
    - Papio ursinus raucana

## Распространение
Павианы распространены почти по всей Африке. Они являются единственным родом приматов (кроме людей), которые встречаются также на северо-востоке континента, в Египте и Судане. Отсутствуют они лишь в северо-западной Африке и на Мадагаскаре. Гамадрил встречается также на Аравийском полуострове, хотя не исключено, что данная популяция была завезена человеком.

## Внешность
Самки и самцы павианов различаются в значительной мере своими размерами и телосложением. Самцы почти в два раза крупнее самок и имеют намного бо́льшие клыки, а также у некоторых видов и пышную гриву. Хвост павианов короче туловища и имеет изогнутую форму. Первая треть направлена вверх, а остальной хвост свисает вниз. Длина павианов колеблется от 40 до 110 см при длине хвоста до 80 см. У самого крупного вида, медвежьего павиана, масса может достигать 30 кг.
Для обоих полов характерна острая собакообразная морда, близко расположенные друг к другу глаза, мощные челюсти и густая жёсткая шерсть. Окраска шерсти варьирует в зависимости от вида от серебристой до коричневатой. Морда не покрыта волосами и окрашена в чёрный или розовый цвет. Безволосым является также и зад. У самок во время брачного периода он разбухает и принимает ярко-красный цвет.

## Распространение и передвижение
Павианы активны в дневное время и встречаются как в полупустынях, саваннах и степях, так и в лесных местностях, и даже в каменистых регионах. Хотя они проводят основную часть времени на земле, они умеют хорошо лазать. Для сна они выбирают возвышенные места на деревьях или на скалах. По земле они передвигаются на четырёх лапах и с согнутым хвостом. В поисках пищи они ежедневно преодолевают расстояния до 60 км.

## Социальная структура
Павианы довольно медлительные и живут в саваннах, где нет естественных убежищ от хищников. В этих условиях они создали сложную структуру стаи, дающую возможность коллективной обороны. Павианы живут большими стаями и используют в общении до 30 звуковых сигналов, мимику и жесты. В стае — множество глаз, наблюдающих за местностью. Если опасный хищник обнаружен вовремя, то его встречает авангард молодых самцов, выстроившихся вогнутым полумесяцем и отсекающим хищника от остального стада. Молодые павианы дерутся отчаянно и беспощадно, действуют сообща. Хищник оказывается в ситуации «ты вцепишься в одного из них, а они все — в тебя» и, как правило, охоту прекращает.
Важную роль в социальной жизни павианов играет грумминг. Многие семейные проблемы решаются ими посредством сексуального поведения.

## Опасность для человека
Для людей павианы представляют определённую опасность, особенно взрослые самцы, способные нанести своими клыками серьёзные травмы. Чаще всего конфликты с человеком возникают из-за угрозы детёнышам.

## Символика
Гамадрил, относимый к роду павианов, почитался в Египте как божество Баби.
Кроме того, в Египте павиан являлся священным животным бога Тота, хотя и изображения Тота в виде павиана действительно встречаются реже изображений в виде ибиса.

## Известные павианы
- Фред — медвежий павиан, живший в Кейптауне, ЮАР, и привлёкший международное внимание как лидер «банды» обезьян, занимавшейся порчей автомобилей, нападением на туристов и местных жителей и воровством продуктов питания. Масштаб его деятельности привлёк к Фреду внимание городских властей.

- Бакари — павиан, живший в национальном парке Серенгети. Он спас детёныша, оставшегося без мамы, а также проявил свои лидерские качества, став вожаком[3].

## В искусстве
Сюжет в фильме "Гладиатор 2" - бой на арене гладиаторов с павианами.
Это были павианы, опасная и свирепая порода обезьян с отвратительными собачьими мордами
Жюль Верн, Пять недель на воздушном шаре, гл.14
Серебристо-серые, невероятные, чудовищно уродливые призраки закишели вдруг там, засверкали тысячами кроваво светящихся глаз, заблестели миллионами яростно оскаленных влажных клыков, замахали лесом невообразимо длинных мохнатых лап. Пыль густой стеной взлетела над ними в свете фар, и сплошной ливень обломков, камней, бутылок, комков дряни обрушился на колонну. «Все по машинам!» — взревел где-то впереди властный голос. — «Прекратить панику! Это павианы! Ничего страшного! По машинам и задний ход!..»
Братья Стругацкие, Град обреченный (роман)